# 賈文備
賈 文備（か ぶんび、? - 1304年）は、モンゴル帝国に仕えた漢人将軍の一人。字は仲武。主に南宋との戦いで活躍したことで知られる。

## 概要
賈文備の父の賈輔はもと金朝に仕えていたがモンゴルに降り、それ以後漢人世侯の張柔に仕えるようになった人物であった。賈文備は賈輔が亡くなった後に千戸の地位を継承し、張柔の命を受けて三汊口に駐屯した。ある時、南宋軍は二十の雲梯を以て三汊口を攻略しようとしたが、賈文備は兵を率いて南宋軍を撃退し、この功績により憲宗モンケ・カアンより弓矢・銀盂を下賜された。1255年（乙卯）、再び命を受けて父の左副元帥の職を継承し、また順天路の支配を兼ねた。中統2年（1261年）、開元府路女真水達達等処宣撫使の地位に昇格となり、中統3年（1262年）には更に開元東京懿州等処宣慰使の地位に移った。中統4年（1263年）には万戸の地位を授かり、張柔配下の軍を一部継承して亳州に駐屯した。この時、南宋軍が淮甸方面に進出しようとしていたため、賈文備がこれを撃退している。
至元2年（1265年）、昭勇大将軍・真定路総管・兼府尹の地位を授けられ、至元6年（1269年）には衛輝路総管とされた。至元7年（1270年）、西蜀成都統軍に任命されたが病を理由に現地には赴任せず、至元8年（1271年）からは宿州万戸、ついで河南等路統軍の地位を授けられて以後襄陽城の包囲戦に加わるようになった。至元9年（1272年）、蔡州に移って水陸の運送を兼ね、南宋兵が食糧を運搬しているのを察知するとこれを破って運搬船を奪うことに成功している。この功績により、後に入覲して弓矢・金鞍・錦衣・白金を下賜されている。至元11年（1274年）、再び万戸・漢軍都元帥の地位を授かり、劉整の軍を率いて亳州に駐屯した。南宋の夏貴が亳州には備えがないと思い込み侵攻してくると、賈文備はその油断をついて大いに南宋軍を破り、この功績により金鞍・金織・文段・白金を下賜されている。
襄陽城の陥落後、バヤンを総司令とする南宋領侵攻が始まると、賈文備は左翼の諸軍を率いて従軍し、まず郢州を目指した。南宋側は二つの城を築き数千もの戦船を布陣させることでモンゴル軍の侵攻を阻もうとし、船の乏しい賈文備も苦戦を強いられた。しかし賈文備は淪河を経由して武磯堡を攻め、またアジュ率いる軍団が渡河に成功したことにより要衝の鄂州・漢陽が陥落した。この功績により賈文備は白金を下賜され、陥落したばかりの鄂州の守りを命じられた。
至元12年（1275年）からは平章政事エリク・カヤの配下に入って湖南方面に侵攻し、潭州の戦いでは大砲で右手を負傷し、流れ矢を左肩に受けても戦い続ける奮戦を見せた。これによって南宋側の李芾が戦死し、残った転運判官の鍾蜚英らは投降を申し出た。至元13年（1276年）には昭武大将軍の地位を得て潭州を守り、至元14年（1277年）には衡・永・郴の叛乱軍を平定している。至元15年（1278年）、鎮国上将軍・湖南道宣慰使の地位を授かり、瓊・崖等の地域で逃亡中の衛王昺（祥興帝）を追走している。至元16年（1279年）、中央に召喚されて淮東宣慰使に任命され、慶元に赴任した。至元18年（1281年）に都元帥の地位を再び授けられ、至元20年（1283年）に江東宣慰使に改められ建寧の盗賊の黄華を討伐した。至元22年（1285年）、荊湖占城行中書省参知政事に任命され、至元23年（1286年）に湖広行省参知政事とされた。至元24年（1287年）に引退し、その17年後に病で亡くなった。